# Queensborough Community College
Il Queensborough Community College (QCC) è un community college di Bayside, nel Queens, New York. Uno dei sette college all'interno del sistema dell'Università della Città di New York (CUNY), il Queensborough iscrive più di 12.000 studenti e oltre 770 Facoltà didattiche.

## Storia
Il Queensborough aprì nel 1959 come campus dell'Università statale di New York e nel 1965 si è trasferito al CUNY. La sua missione è preparare gli studenti a trasferirsi in un istituto quadriennale o entrare nel mondo del lavoro. Il college offre più di 40 corsi di laurea di associato, nonché programmi di certificazione ed educazione permanente. Il Queensborough è accreditato a livello regionale dalla Middle States Association of Colleges and Schools.

## Il Campus
Il campus di 14 ettari del Queensborough è stato costruito sul sito dell'ex campo da golf dell'Oakland Country Club. Comprende dieci edifici principali utilizzati per l'istruzione e le attività extrascolastiche. Tra questi ci sono il Kupferberg Holocaust Resource Center and Archives, il Queensborough Performing Arts Center, la QCC Art Gallery e un osservatorio astronomico.

## Dipartimenti accademici
Il Queensborough, in sintesi, offre le seguenti lauree:
- Associato in Arte (AA)
- Associato in Scienze (AS)
- Associato in Scienze Applicate (AAS)
- Certificato professionale

I curricula di trasferimento sono progettati per gli studenti che intendono proseguire gli studi presso un college quadriennale o una scuola professionale. Questi curricula sono equivalenti ai primi due anni di studio presso un college senior.
I curricula di carriera combinano la preparazione per una carriera con una base nell'istruzione generale, con molti laureati che entrano nel mondo degli affari, delle scienze della salute, dell'industria o del governo. Sebbene i curricula professionali non siano pensati principalmente per preparare gli studenti al trasferimento in istituti senior, molti laureati in carriera decidono di proseguire gli studi e conseguire il diploma di maturità.

## Istituzioni culturali
- Il Kupferberg Holocaust Center ospita libri, documenti (comprese quasi 400 dissertazioni di dottorato su microfilm) e materiali audiovisivi ad uso di studenti, insegnanti, studiosi e qualsiasi altra persona interessata.
- Il Queensborough Performing Arts Centre (QPAC) è stato fondato nel 1963 e può ospitare più di 1 000 persone.
- La QCC Art Gallery è stata fondata nel 1966 dal primo presidente del Dipartimento di arte e fotografia di Queensborough, Priva B. Gross. Nel 1981, l'Art Gallery è stata aperta nella sua sede attuale: lo storico Oakland Building degli anni '20, ex club house dell'Oakland Country Club e l'edificio più antico del campus. La Art Gallery è stata nuovamente rinnovata nel 2004.

## Pubblicazioni
- Communiqué, il giornale del campus, viene pubblicato mensilmente durante i semestri autunnali e primaverili dagli studenti di Introduzione al giornalismo.
- La rivista letteraria del Queensborough Community College pubblica racconti e poesie inviati dagli studenti.

## Atletica
Le squadre del Queensborough Community College partecipano come membri della National Junior College Athletic Association (NJCAA). I Tigers sono membri della sezione del community college della City University of New York Athletic Conference (CUNYAC). Gli sport maschili includono baseball, basket, sci di fondo, calcio, nuoto e atletica leggera; gli sport femminili includono basket, sci di fondo, nuoto, atletica leggera e pallavolo.

## Ex alunni importanti
- Joe Santagato, YouTuber e intrattenitore[3]
- J.Sheon, Rapper di Taiwan[4]